# Kvakiutlové

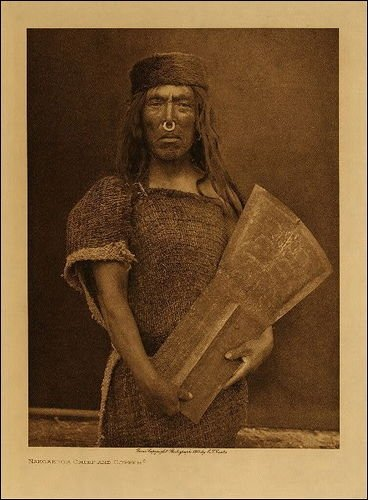
Kvakiutl s měděným štítem na fotografi Edwarda S. Curtise.

Kvakiutlové (Kwakiutl, česky „Kouř světa“) je etnická skupina severoamerických indiánů, představitelů usedlých rybářských kmenů severozápadního pobřeží. Prosluli především jako vynikající umělečtí řezbáři, známé jsou také jejich tance a šamanské rituály, zahrnující v minulosti i rituální kanibalismus. Vlastní název celého etnika je Kwakwaka'wakw.

## Rozšíření
Obývají pobřeží Britské Kolumbie a severní část ostrova Vancouver. Významným střediskem byl Fort Rupert, kde sídlila teritoriální skupina Kwakiutl, jejíž název se přenesl na celé etnikum.

## Společenský systém
Společnost Kvakiutlů se dělila na sedmnáct teritoriálních skupin, ovládaných mocnými náčelníky. Mimoto se rozpadala na tři společenské třídy – urozené, svobodné a otroky. Funkce náčelníka se většinou dědila v urozených rodech, a to v mateřské linii, neboť rody byly matrilineární. Otroci se získávali koupí nebo se jednalo o příslušníky nepřátelských etnik (hlavně Sališů a Cimšanů), zajaté v boji. Postavení otroka bylo dědičné, otroci museli nosit krátké vlasy a měli zakázáno používat zbraně a ozdoby. Někteří z nich byli obětování při obřadech nebo na důkaz pohrdání majetkem. Náčelníci měli soudní pravomoc, přečiny uvnitř kmene trestali vyhnanstvím, někdy i otroctvím, a pokud šlo o otroky, pak většinou smrtí. Symbolem moci byla kamenná palice, zvaná slave killer, jíž zabíjeli provinilé otroky.

## Způsob života a kultura

### Získávání potravy
Kvakiutlové byli a částečně dodnes jsou hlavně rybáři, klíčový význam pro ně má lov pacifických lososů (něrka, gorbuša, keta, kisuč, čavyča), které chytají při letním tahu do sítí a konzervují sušením nebo uzením. Lososí maso v různých úpravách v minulosti tvořilo až 80 % jejich potravy. Mezi další lovené ryby patří halibut, treska a nebo koruška americká neboli ulichan, z níž se vyvařuje rybí tuk. Ryby chytali většinou do sítí, pouze halibuty také na udici pomocí kostěných háčků. Potravu doplňoval lov lachtanů i suchozemské zvěře (kamzík bělák, jelenec ušatý, wapiti, bobr, medvěd) a sběr jedlých rostlin, zejména bobulí (muchovník, planika, ostružiny). Na rozdíl od sousedních Nutků a Makahů nelovili kytovce na moři, ale zužitkovali pouze ty, kteří uvízli na mělčinách. Sbírali také měkkýše (např. zaděnky a ušně) i korýše.

### Obydlí
Dům Kvakiutlů byl zhotoven z prken túje, měl sedlovou střechu s mírným sklonem a mohl být dlouhý až 60 m. Obvykle v něm žili příslušníci jednoho rodu. Místa u vchodu byla určena otrokům, zatímco v zadní části žili nejvznešenější členové rodu. Uvnitř domu se nacházelo několik ohnišť, palandy, na nichž se spalo, a truhly sloužící k uchování zásob, oděvů a cenností. Štít domu byl zdoben malbou nebo řezbou, mohl být doplněn i totemovým sloupem, který však častěji stál samostatně poblíž domu.

### Tradiční oděv
Tradiční oděv Kvakiutlů byl tvořen jak kůžemi a kožešinami, tak pokrývkami, tkanými se směsi tújového lýka a chlupů kamzíka běláka. Pokrývkou hlavy byl často kuželovitý klobouk, pletený ze smrkových kořínků, ale také kožené nebo péřové čelenky, často zdobené aplikacemi z mědi a perleti. Perleť získávali z ulit ušní mořských. Cenili si rovněž ulit kelnatek, které používali i jako platidlo. Z ulit nebo kousků mědi zhotovovali také ozdoby, především náušnice a kroužky, které nosili v nosní přepážce. Ozdoby používali muži i ženy. Rozšířeno bylo rovněž tetování. Vlasy nosila obě pohlaví dlouhé, volně rozpuštěné nebo stažené čelenkou. Muži nosili na rozdíl od většiny indiánů řídké vousy.

### Umění a řemesla

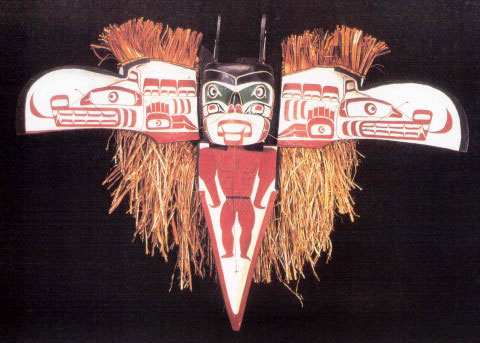
Maska Kwakiutlů, 19. století. Po rozevření horní masky Krkavce se objeví spodní maska mořského hada.

Kvakiutlové byli vynikající řezbáři, své totemové sloupy, kánoe, masky, chřestidla, ale i předměty denní potřeby, jako např. pádla, truhly či zbraně, zdobili stylizovanými obrázky zvířat a mytologických bytostí. Řezby zvýrazňovali vypalováním či barvením, převážně v černé a červené barvě. Některé masky byly otevírací. Po rozevření horní masky se objevila jiná maska nebo tanečníkova vlastní tvář. Pomocí takových masek mohli Kvakiutlové zinscenovat i složité šamanské mýty s motivy proměn lidí a duchů ve zvířata a naopak. Podobné motivy užívali i na pokrývkách a na tetování. Významné bylo i zpracování mědi, z níž se vyráběly ozdoby, nože, ale i měděné štíty zvané coppers, které hrály důležitou roli ve směnném obchodu se sousedními kmeny.
Kvakiutlové měli vyvinutý pojem osobního vlastnictví. Byly jím šperky, zbraně, oděv či kánoe, ale také např. určité ornamenty, příběhy nebo písně, které dotyčný vymyslel. Vlastnictví domů či rybářských lovišť bylo kolektivní v rámci rodu.

## Náboženství a rituály
Život Kvakiutlů ovlivňovaly tajné společnosti, které řídily obřady, především iniciaci dospívajících mladíků. Nejvlivnější byla společnost kanibalského ducha zvaná hamatsa, praktikující kult démona lidojeda jménem Baxbaxwalanuksiwe. Členové této společnosti při iniciaci procházeli stavy zuřivého šílenství, při nichž polykali (bez kousání) kousky sušeného masa lidské mrtvoly. Poté pili značné množství mořské vody, čímž vyvolali zvracení a požité maso zvrátili. Tím byla iniciace ukončena. Podle vzoru Kvakiutlů zakládala kanibalské spolky i další okolní etnika.
Kvakiutlové věřili v mocnou nadpřirozenou sílu Naualaq, prostupující celý svět a projevující se prostřednictvím mocných duchů. Těmi byli například duch války Winalagalis, lesní obryně Dzunukwa, která mohla člověka obdarovat mědí, ale zároveň strašila a unášela děti, dvouhlavý mořský had Sisiutl, démon lidojed Baxbaxwalanuksiwe a jeho pomocník, ptačí démon Huxhukw. Všechna tato božstva měla ambivalentní charakter, mohla lidem prospívat i škodit. Při obřadech byla zobrazována prostřednictvím masek.

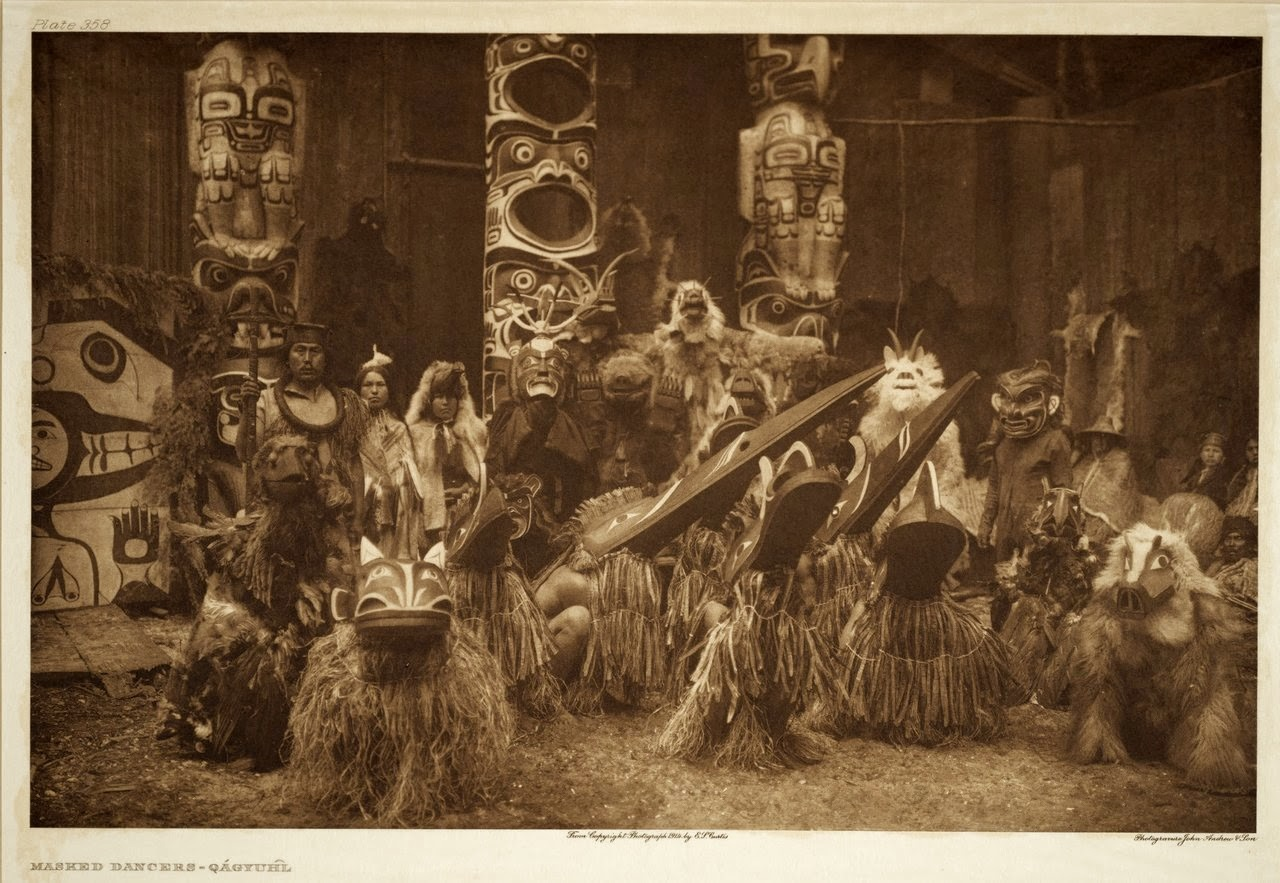
Tanečníci v maskách na potlači Kvakiutlů.

Většina rituálů se prováděla v zimním období. Byly to iniciace mladíků a dívek, obřady za zemřelé řízené tajnou společností, různé tance (např. medvědí tanec), ale také potlače, při nichž pořadatel hostil a obdarovával své hosty. Hosté však měli povinnost při příštím potlači obdarování oplatit, pokud možno ještě nákladněji. Tak se potlače mnohdy zvrhly v soupeření mezi bohatými příslušníky kmene, kteří při nich předváděli pohrdání majetkem. Otroci byli obětováni, pokrývky páleny, měděné štíty a drahocenné ulity házeny do moře jen proto, aby hostitel ukázal, „že na to má“. Z toho důvodu kanadská vláda roku 1885 potlače zakázala. Indiáni je však tajně pořádali i nadále a roku 1951 byl jejich zákaz zrušen. Tradice potlačů pokračuje i v současné době, ovšem často spíše na úrovni folklorismu či turistické atrakce. Většinou jsou pořádány u příležitosti vztyčení nových totemových sloupů. Jediným významným obřadem, který se provádí v letním období je Slavnost prvního lososa. Ta se slaví na počátku tahu lososů, v okamžiku, ulovení prvního lososa. Medicinman jeho maso rozdělí mezi všechny členy komunity. Lososí kosti poté zabalí do rohože, ozdobené na znamení úcty kousky perleti, mědi a peřím, a ponoří do řeky. Tím je losos symbolicky oživen a vyslán zpět k mořskému duchu Sisiutlovi, aby se příštího roku vrátil s přivedl ještě početnější hejna lososů.
Potlače i Slavnost prvního lososa slaví kromě Kvakiutlů i sousední etnika, např. Haidové, Tlingitové, Pobřežní Sališové, Cimšané a Nutkové.

## Jazyk
Jazyk Kvakiutlů patří do jazykové rodiny Wakaš a jako první ho důkladně studoval Franz Boas, jenž právě na základě studia Kvakiutlů vytvořil své antropologické teorie. Původní jazyk přežívá dodnes, i když pomalu ustupuje angličtině. Dosud jím hovoří asi 700 lidí, vesměs starší generace, z celkového počtu 5 500 Kvakiutlů. Dnešní Kvakiutlové zpravidla pracují v lesnictví nebo v rybářském průmyslu, případně jako turističtí průvodci či výrobci a prodejci suvenýrů. Udržují se i umělecké tradice, zejména řezbářství, ale i tkaní pokrývek a zpracování mědi.